# Karlsfeld
Karlsfeld é um município da Alemanha, no distrito de Dachau, na região administrativa de Oberbayern , estado de Baviera.

## Bairros
Há quatro bairros administrativos no município de Karlsfeld:
Karlsfeld, Obergrashof, Rothschwaige e Waldschwaige.

## História
O mais velhos testemunhos de ocupação humana provêm do século XII. Até do 1802 no bairro Rothschwaige, que fica no centro do pântano de Dachau, foi o único habtido parte do município de hoje. Então o pântano foi facido habitável e na rua entro Munique e Dachau três frequesias foram fundada: Ludwingsfeld, Karlsfeld e Augustenfeld. Posterior Ludwingsfeld foi um parte de Munique, Augustenfeld um parte de Dachau mas Karlsfeld tem ficado independente. 
No ano de 1945 Karlsfeld tinha cerca de 1500 habitantes.
Hoje muitos pessoas, que trabalham em Munique mas não podem pagar muita reda e gostam de natureza, moram aqui.

## Transportes
Karlsfeld e parte da rede de transportes públicos de Munique. Há uma estação de S-Bahn-Munique (trem suburbano) e várias linhas do autocarros, que uniam Karlsfeld a Munique e Dachau.
além disso há uma saída da autoestrada A99.
De carro dura cerca de 25 minutes para ir ao Aeroporto Internacional de Munique.

## Atividades de lazer
Em Karlsfeld há muitas associaçãos. O maior é o TSV Eintracht Karlsfeld. É um club de desporto e tem cera de 4000 sócios. Por exemplo pode-se practicar futebol, tenís, badminton, dancar ou andebol.   
Além disso há uma piscina coberta e alguns lagos.
O mais conhecido lago é o lago de Karlsfeld, que tem cerca de 980 metros de comprimento e 250 metros de largura. Na margém há dois campos para jogar voleibol e muitos campos para jogar ténis de mesa, vários parques infantil e lugares para grilhar. No verão há cerca de 20.000 visitantes por dia.   
Os outros lagos chamam-se Waldschwaigsee, Eichinger Weiher e Mückensee.